# Ben Quayle

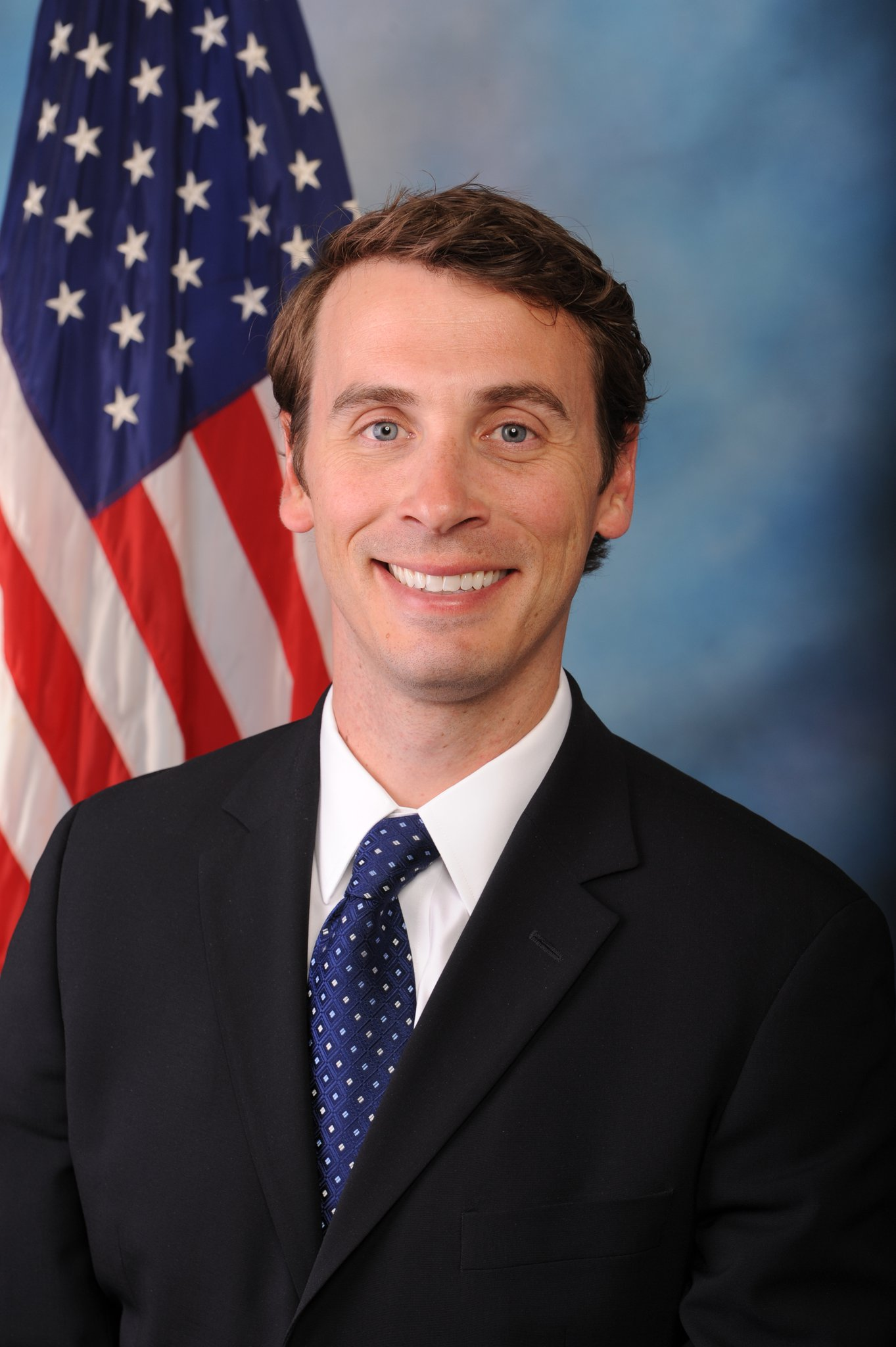
Ben Quayle

Benjamin "Ben" Quayle, född 5 november 1976 i Fort Wayne, Indiana, är en amerikansk republikansk politiker. Han är ledamot av USA:s representanthus sedan 2011. Han är son till  Dan Quayle.
Quayle tog 1998 sin kandidatexamen vid Duke University och 2002 juristexamen vid Vanderbilt University. Han arbetade en tid som advokat och var sedan verksam som affärsman i Arizona. Han efterträdde 2011 John Shadegg som kongressledamot.